# Arthrosaura versteegii
Arthrosaura versteegii är en ödleart som beskrevs av  Lidth De Jeude 1904. Arthrosaura versteegii ingår i släktet Arthrosaura och familjen Gymnophthalmidae. Inga underarter finns listade i Catalogue of Life.